# Gwen Porter
Gwendoline Alice Porter, detta Gwen (Ilford, 25 aprile 1902 – Battle, 29 agosto 1993), è stata una velocista britannica, vincitrice della medaglia di bronzo nella staffetta 4×100 metri ai Giochi olimpici di Los Angeles nel 1932.

## Biografia
Nei giochi olimpici statunitensi del 1932 nella Staffetta 4×100 metri vinse il bronzo con Eileen Hiscock, Violet Webb e Nellie Halstead.

## Palmarès
| Anno | Manifestazione           | Sede        | Evento                | Risultato | Prestazione | Note |
| ---- | ------------------------ | ----------- | --------------------- | --------- | ----------- | ---- |
| 1932 | Giochi della X Olimpiade | Los Angeles | Staffetta 4×100 metri | Bronzo    | 47”6        |      |